# Chasseurs de baleines
Pour plus de détails, voir Fiche technique et Distribution.
Chasseurs de baleines (The Whalers) est un dessin animé de Mickey Mouse produit par Walt Disney pour RKO Radio Pictures et sorti le 19 août 1938.

## Synopsis
Mickey, Donald et Dingo sont des chasseurs de baleines. Donald cherche en vain une baleine et n'en trouve pas. Il sort alors un casse-croûte, qui risque d'être chapardé par de nombreux oiseaux. De son côté, Mickey essaye de vider un seau d'eau, mais l'eau revient toujours dans le seau. Donald remarque finalement une baleine. Dingo essaye de la harponner plusieurs fois, mais n'y arrive pas et prend une ancre comme harpon, qui avec sa corde, emporte Dingo. Le harpon arrive dans la glace. Dingo est au-dessus de la baleine, retenu par sa botte. Donald court à son secours, mais trop tard. Dingo tombe dans la baleine. Donald se retrouve le bec coincé dans la botte.
Dingo est dans la mâchoire de la baleine et allume une sorte de torche qui provoque de la fumée, faisant tousser la baleine. Il essaye d'appeler à l'aide quand la baleine ouvre la bouche, mais les vagues s’engouffrent quant elle a la bouche ouverte. L'eau envahit les mâchoires de la baleine et entraîne Dingo, qui finit expulsé par la narine de la baleine. L'eau expulsée, Dingo retombe et coince sa tête dans la narine. Donald arrive à s'expulser de la botte et tombe à l'eau. La baleine l'aperçoit et attaque pour le dévorer. Donald s'enfuit en nageant à toute vitesse. Dingo s'expulse et se prend de l'eau expulsée par la narine et s'accroche à la narine. Mickey les aperçoit et ouvre la cale pour que la baleine y rentre. Elle y rentre, et le navire explose sous le choc. La baleine remplace le bateau, entourée de la coque avec la cheminée sur la narine. Heureusement, les trois chasseurs sont sains et saufs.

## Fiche technique
- Titre original : The Whalers
- Autres Titres[1] :
  - Argentine : Los Balleneros
  - Finlande : Valaanpyytäjät
  - France : Chasseurs de baleines
  - Suède : Musse Pigg på valfångst, Musse Pigg som valfångare
- Série : Mickey Mouse
- Réalisateur : David Hand, Dick Huemer
- Animateur : Art Babbitt, Al Eugster, Ed Love, Milt Schaffer
- Voix : Pinto Colvig (Dingo), Walt Disney (Mickey), Clarence Nash (Donald)
- Musique : Albert Hay Malotte
- Producteur : Walt Disney, John Sutherland
- Distributeur : RKO Radio Pictures
- Date de sortie : 19 août 1938[2]
- Format d'image : Couleur (Technicolor)
- Son : Mono
- Durée : 8 min
- Langue : (en)
- Pays :  États-Unis

## Voix françaises

### 1erdoublage (exploité dansMickey Jubilé, 1978)
- Georges Atlas : Dingo
- Guy Montagné: Donald Duck
- Roger Carel : Mickey Mouse (bruitage)

### 2edoublage (1989)
- Sylvain Caruso : Donald Duck et Nathan nolet
- Roger Carel : Dingo